# Ángeles Moreno Bau
Ángeles Moreno Bau (Madrid, 1968) es una diplomática y funcionaria española. Actualmente es embajadora de España en los Estados Unidos (desde enero de 2024), siendo la primera mujer en ocupar el cargo.
Diplomática de carrera, ha estado destinada en misiones diplomáticas españolas de tres continentes distintos, y desde 2004 ha estado destinada en distintos puestos dentro de España. En concreto, entre 2007 y 2011 estuvo destinada en el área internacional del Ministerio del Interior. A partir de esa fecha, volvió a Exteriores, siendo destinada de nuevo al extranjero hasta que en 2018 regresa a España para hacerse cargo de la Subsecretaría del Departamento. Posteriormente, fue secretaria de Estado de Cooperación Internacional y secretaria de Estado de Asuntos Exteriores y Globales.  

## Biografía
Nació en la ciudad de Madrid en 1968. Se licenció en Derecho por la Universidad Autónoma de Madrid (UAM), realizó estudios de Sociología en la Universidad Americana en El Cairo y Derecho Internacional en la Universidad de Viena.

### Trayectoria profesional
Ingresó en la Carrera Diplomática en 1994 y desde entonces ha sido destinada a Reino Unido, México, Sierra Leona, Egipto, Panamá y Rusia.
Desde septiembre de 2004 hasta abril de 2007 asumió distintos puestos en el Ministerio del Interior, como la Subdirección General de Relaciones Internacionales, Inmigración y Extranjería de la Dirección General de Relaciones Internacionales y Extranjería. A continuación fue directora de Gabinete de la secretaria de Estado de Defensa, Soledad López. En septiembre de 2008 Moreno Bau fue nombrada directora de Gabinete del secretario general de la Presidencia del Gobierno, Bernardino León Gross.
En octubre de 2011 asumió la Dirección General de Relaciones Internacionales y Extranjería, con Antonio Camacho al frente del Ministerio del Interior, puesto que ocupó brevemente hasta finales de año, cuando fue cesada por Jorge Fernández Díaz al asumir el Ministerio del Interior con el cambio de gobierno. 
Tras su paso por los Ministerios de Defensa y del Interior y de Presidencia del Gobierno, regresó a Exteriores, donde trabajó como vocal asesora en la Dirección General de Relaciones Económicas Internacionales hasta mayo de 2012, cuando fue nombrada Embajadora en Misión Especial para Asuntos Energéticos. Cesó en julio de 2013 para trasladarse a la Embajada de España en México.
Posteriormente ejerció como cónsul adjunta en el Consulado General de España en Londres, hasta julio de 2018, cuando el ministro de Asuntos Exteriores, Josep Borrell, la nombró subsecretaria del Ministerio de Asuntos Exteriores, Unión Europea y Cooperación.

#### Secretaria de Estado de Cooperación internacional
Tras la formación de un nuevo Gabinete por parte del presidente del Gobierno, Pedro Sánchez, en enero de 2020, Arancha González Laya asumió la cartera de Exteriores. González Laya reorganizó las competencias de las Secretarías de Estado, confiando a Ángeles Moreno Bau las competencias en cooperación internacional. Moreno Bau asumió la Secretaría de Estado con el mandato de acometer la reforma del sistema de cooperación española para adaptarlo a la Agenda 2030.
Fue nombrada el 5 de febrero de 2020, tomando posesión el 7 de febrero. Excepcionalmente, mantuvo las funciones de subsecretaria del Ministerio hasta el nombramiento de María Celsa Nuño García el 28 de mayo de 2020. Cesó en el cargo en julio de 2021.

#### Secretaria de Estado de Asuntos Exteriores
Tras el nombramiento del nuevo ministro de Asuntos Exteriores, José Manuel Albares, este decidió mantenerla en su equipo con otras funciones, nombrándola secretaria de Estado de Asuntos Exteriores y Globales el 21 de julio de 2021. Cesó en diciembre de 2023.

#### Embajadora en Estados Unidos
Tras dejar los servicios centrales del Ministerio de Asuntos Exteriores, en enero de 2024 fue designada embajadora de España en los Estados Unidos. Así, se convirtió en la primera mujer en asumir la jefatura de esta Misión Diplomática.